# Runa Brar
Runa Brar, född 3 augusti 1942, är en svensk journalist, kåsör och författare. Ett urval av hennes kåserier finns i "Kloka tokar" och "Tankar från hönsboden". Hon debuterade 1982 med romanen "Ett litet välsignat folk", som då blev en av de mest uppmärksammade debutromanerna på mycket länge. Hon har också skrivit romanen "Jössesdotter" (1995).